# Pyronia tithonus
A Pyronia tithonus, comummente conhecida como guarda-portões ou pirónia, é uma espécie de insetos lepidópteros, mais especificamente de borboletas pertencente à família dos Ninfalídeos.
Costuma pairar pelo ar entre os meses de Maio a Setembro.

## Descrição
Atingindo uns consideráveis 40 milímetros de envergadura, esta borboleta distingue-se da espécie Pyronia cecilia, comummente conhecida como guarda-portões-menor, pelas suas significativas dimensões.
Do que toca às asas, a face superior apresenta uma coloração alaranjada, margeada com uma banda castanho-escura, sendo que  nas asas anteriores costuma exibir um ocelo negro apical, exornado com duas pintas brancas.
No que toca à face inferior das asas, a coloração das asas posteriores varia numa paleta cromática que vai do pardo ao acastanhado, sendo que se faz ataviar de vários ocelos, cada qual  com uma pinta branca ao centro.
Quanto ao corpo, tem uma coloração acastanhado e a cabeça é dotada de um par de olhos pardos e antenas claviformes de cor  castanha.

### Dimorfismo sexual
Esta espécie apresenta dimorfismo sexual, porquanto há diferenças no aspecto dos machos e das fêmeas. Com efeito, os machos exibem uma mancha androconial muito pronunciada, de coloração acastanhada, que atravessa cada asa anterior rumo ao ocelo.
As fêmeas, por seu turno, são de maiores dimensões do que os machos, apresentam uma coloração mais e não possuem mancha androconial.

### Fases da vida
Antes da metamorfose, a lagarta desta espécie caracteriza-se pela sua hirsutez e pela sua coloração que vai amarelo-esverdeado ao acastanhado, com uma faixa lateral mais clara.
A hibernação ocorre ainda na fase de lagarta. Quando se volve em crisálida, assume uma tonalidade cinzento-pálida, pautada por sarapintas e riscas pretas. Os ovos desta espécie são de cor amarela, sendo que, com a maturação, tendem a escurecer.

## Distribuição
Encontra-se presente em grande parte do continente europeu, ausentando-se de parte da Escandinávia e dos países Bálticos.

### Portugal
É uma espécie comum em Portugal continental, encontrando-se muito dispersa por todo o território nacional. Ainda assim, é menos frequente na metade sul do país.

### Ecologia
Privilegia os silvados das orlas de florestas secas e as clareiras de bosques, situados em espaços a altitudes inferiores a 1.200 metros. 
Tem uma preferência pelas gramíneas, seja como fonte de alimentação, enquanto lagarta, seja como planta hospedeira, para fazer a crisálida e pôr os ovos.

## Imagens

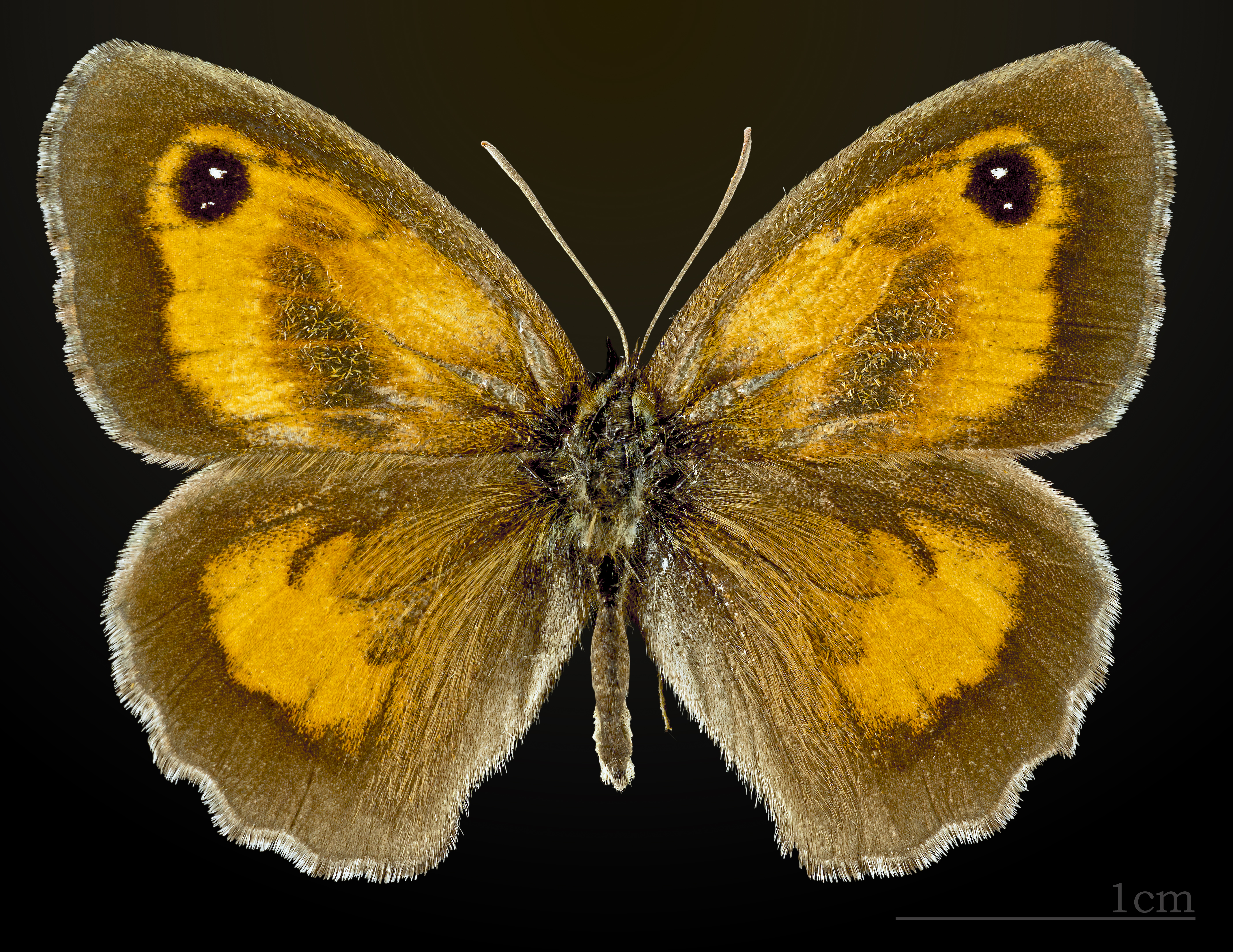
♂
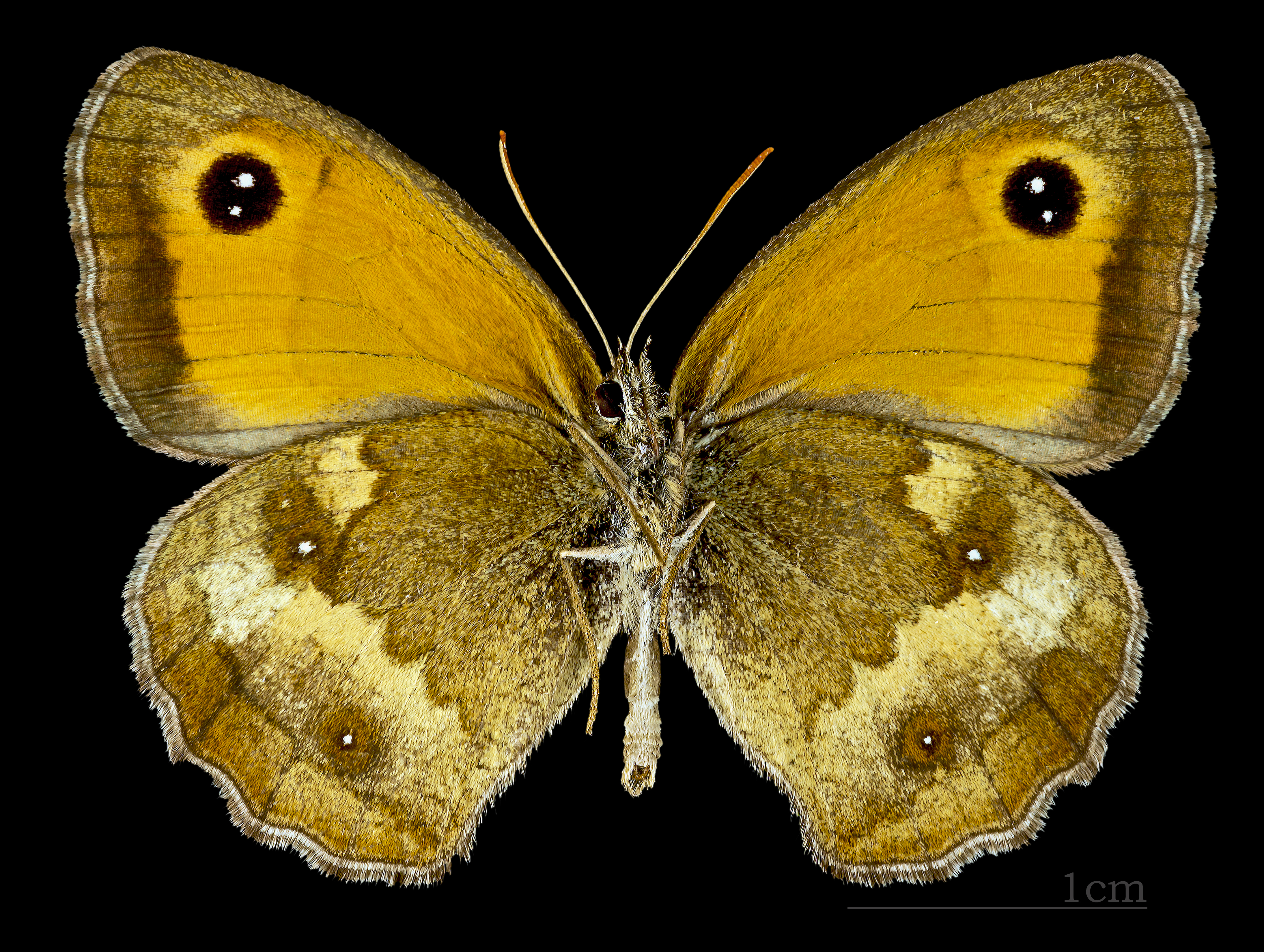
♂ △
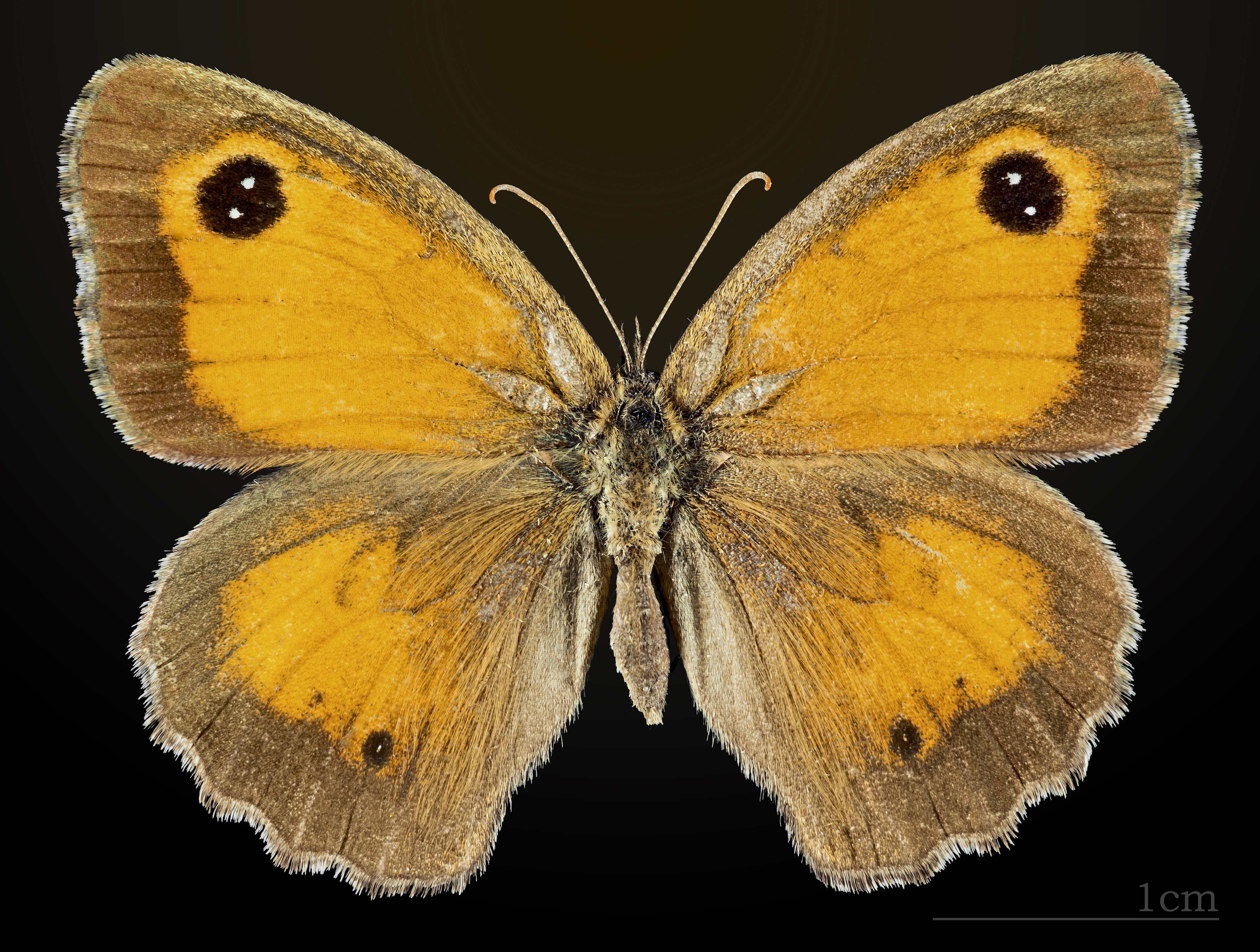
♀
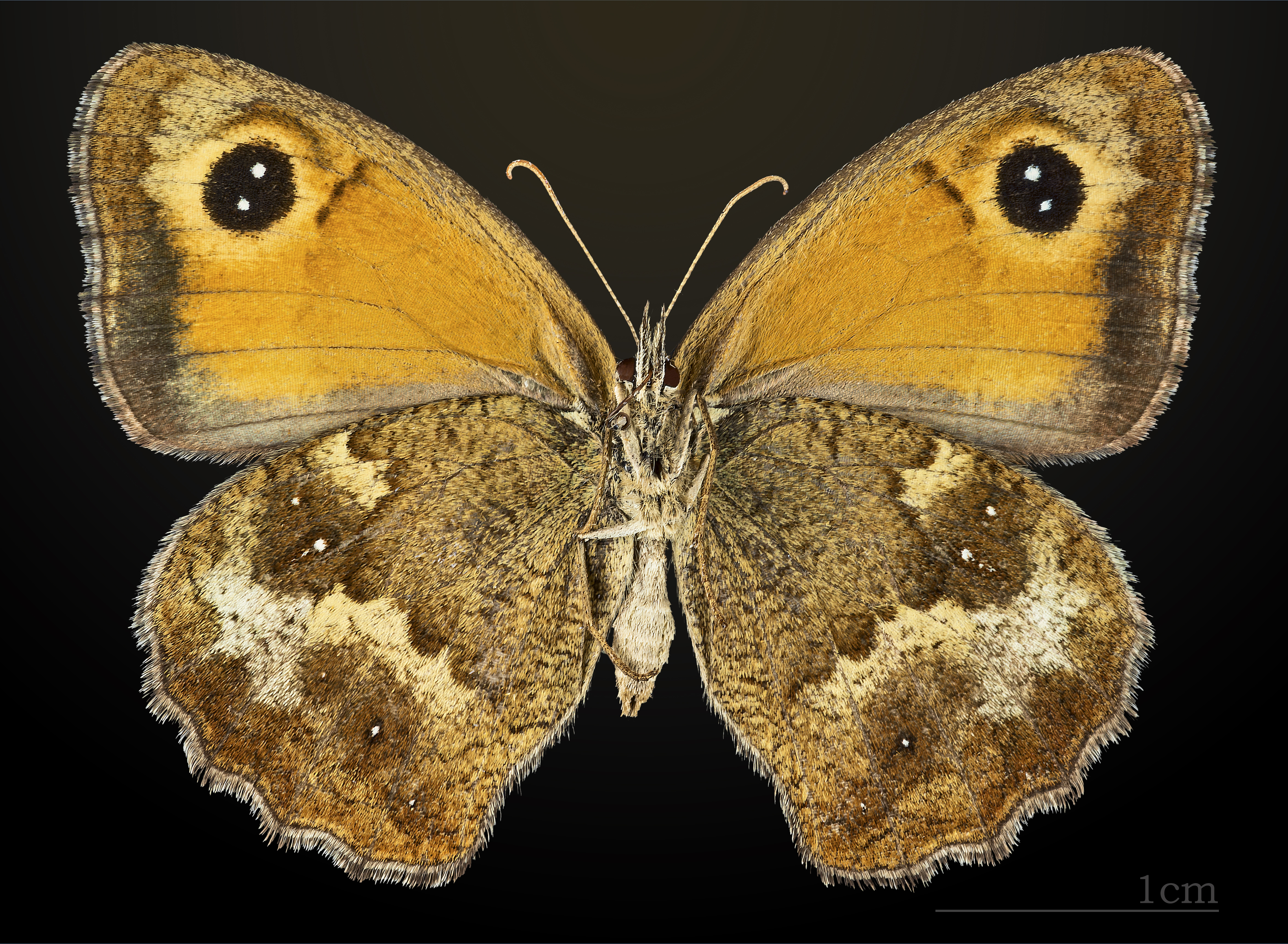
♀ △

## Taxonomia
A autoridade científica da espécie é Linnaeus, tendo sido descrita no ano de 1767.

### Etimologia
O nome genérico, Pyronia, provém do grego antigo pyropos, que significa «olho flamejante», por aglutinação dos étimos pyr, «fogo», e õpos ou ops, «olho». Outras referências associam Pyronia com o epíteto da deusa Ártemis, Ártemis Pyronia, "divindade do fogo", cultuada no monte Krathis.
O epíteto específico, tithonus, é formado pelos étimos gregos antigos titō, «dia» e onë, «rainha», com masculinização do fim do sufixo por molde a veicular a noção de «consorte da Rainha do Dia».
Este epíteto trata-se de um mitónimo, alusivo à lenda da mitologia grega de Titono, príncipe grego que, tendo conquistado o amor de Eos, deusa da alvorada, a levou a pedir a Zeus que concedesse a vida eterna ao jovem. Tendo-se esquecido, porém, de pedir que também lhe concedesse a juventude eterna. Dessarte, Titono acabou por envelhecer decrépita e indefinidamente, até a deusa, incapaz de suportar o sofrimento do amado, ter decidido transformá-lo numa cigarra.

### Sinonímia
- Epinephele bimaculata

- E. lesoudiera

- E. lucida

- E. ormaculata

- E. unipupillata

- E. vernetensis

- Maniola albinotica

- M. depupillata

- Papilio tithonus

- Pyronia completa

- P. infraunicolora

- P. lineigera

- P. postaeca

- P. postalbipuncta

- P. posticeinocellata

- P. venata[2]